# Älvvik
Älvvik (även stavat Elfvik) är en bebyggelse på nordöstra delen av ön Lidingö i östra delen av stadelen Elfvik i Lidingö kommun. Mellan 2015 och 2020 samt från 2023 avgränsade SCB här en småort.

## Allmänt
Älvvik med Älvviks udde utgör den ostligaste delen av Lidingön. Namnet härrör från Elfviks gård. Vid Elfviks udde 6 ligger en ståtlig villa från 1912, kallad Villa Elfviks udde, som uppfördes för bankdirektören Jonas Kjellberg efter ritningar av arkitekt Ragnar Östberg. Största byggnadskomplexet i området är konferenshotellet Blue Hotel som byggdes mellan 1966 och 1969 som kursgård för IBM. 
På udden finns ett ekotempel, byggt på initiativ av Albert Janse på Elfviks gård omkring sekelskiftet 1900. Sevärd är även Villa Solhem som uppfördes 1916 eter ritningar av arkitekt Albin Brag. Strandområdet i Älvvik ingår i Långängen-Elfviks naturreservat. Här har man en vidsträckt vy över Hustegafjärden och Höggarnsfjärden och här slutar även den nio kilometer långa vandringsleden Elfviksleden.

## Bilder

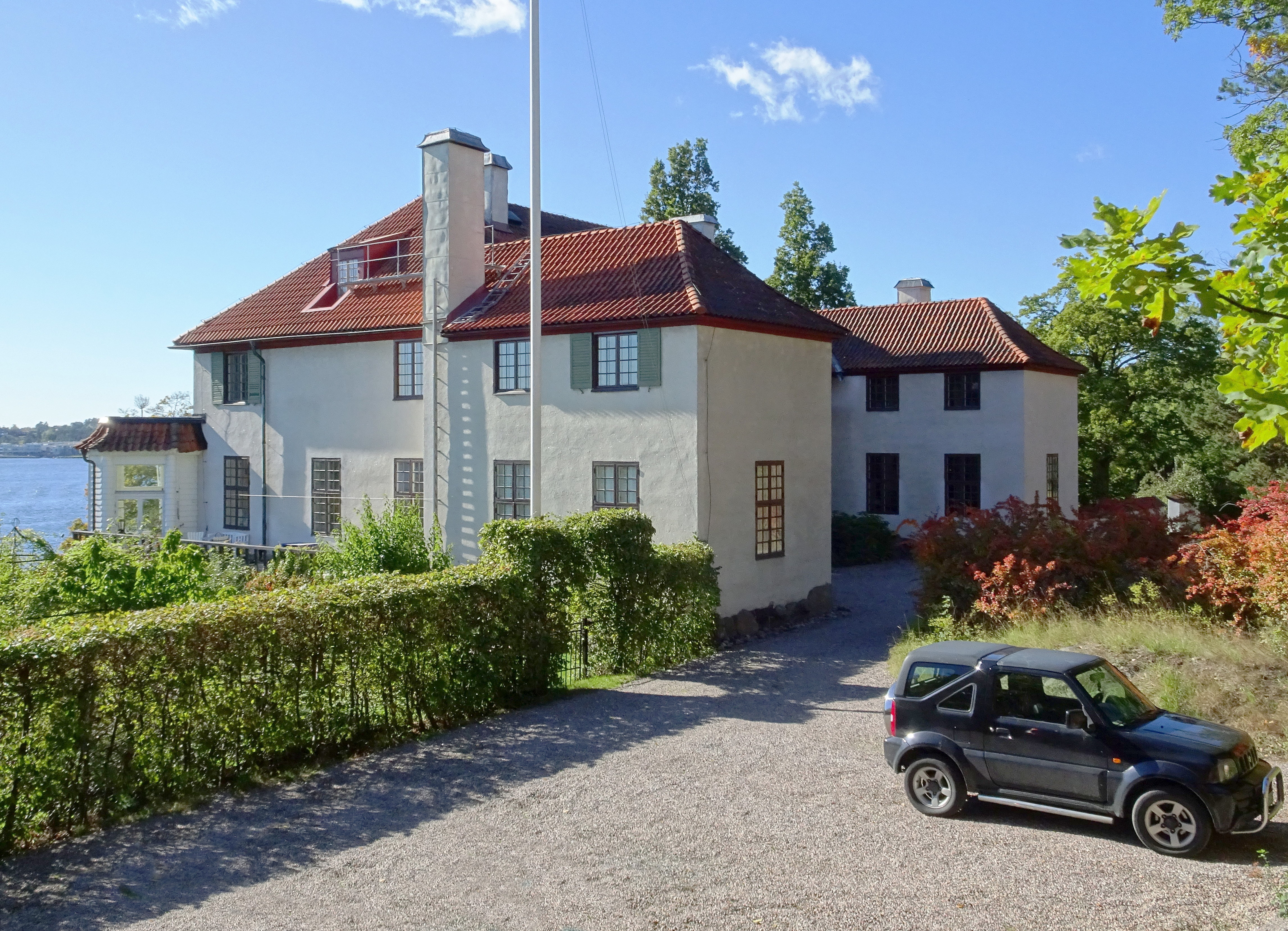
Villa Elfviks udde.
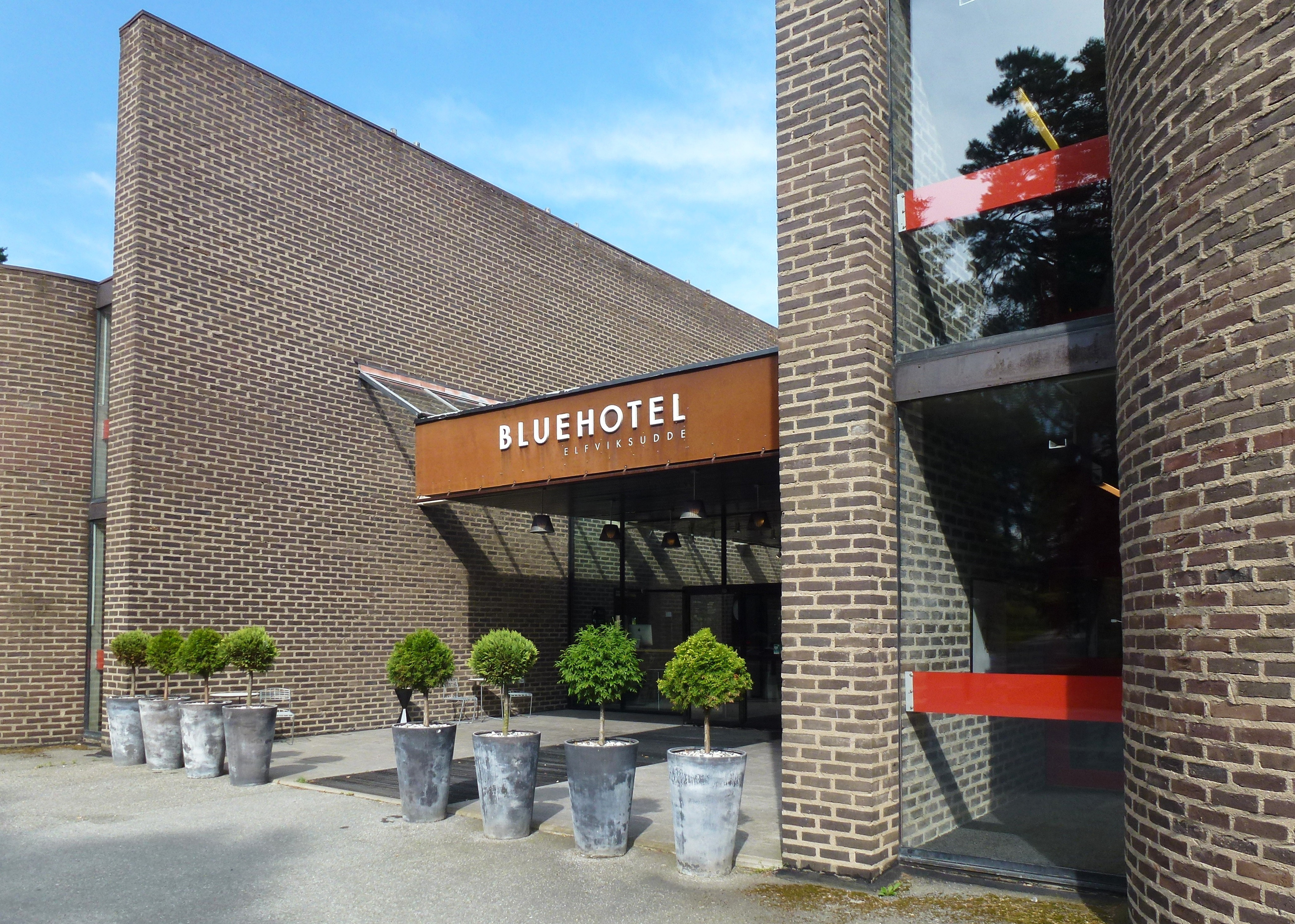
Blue Hotel.
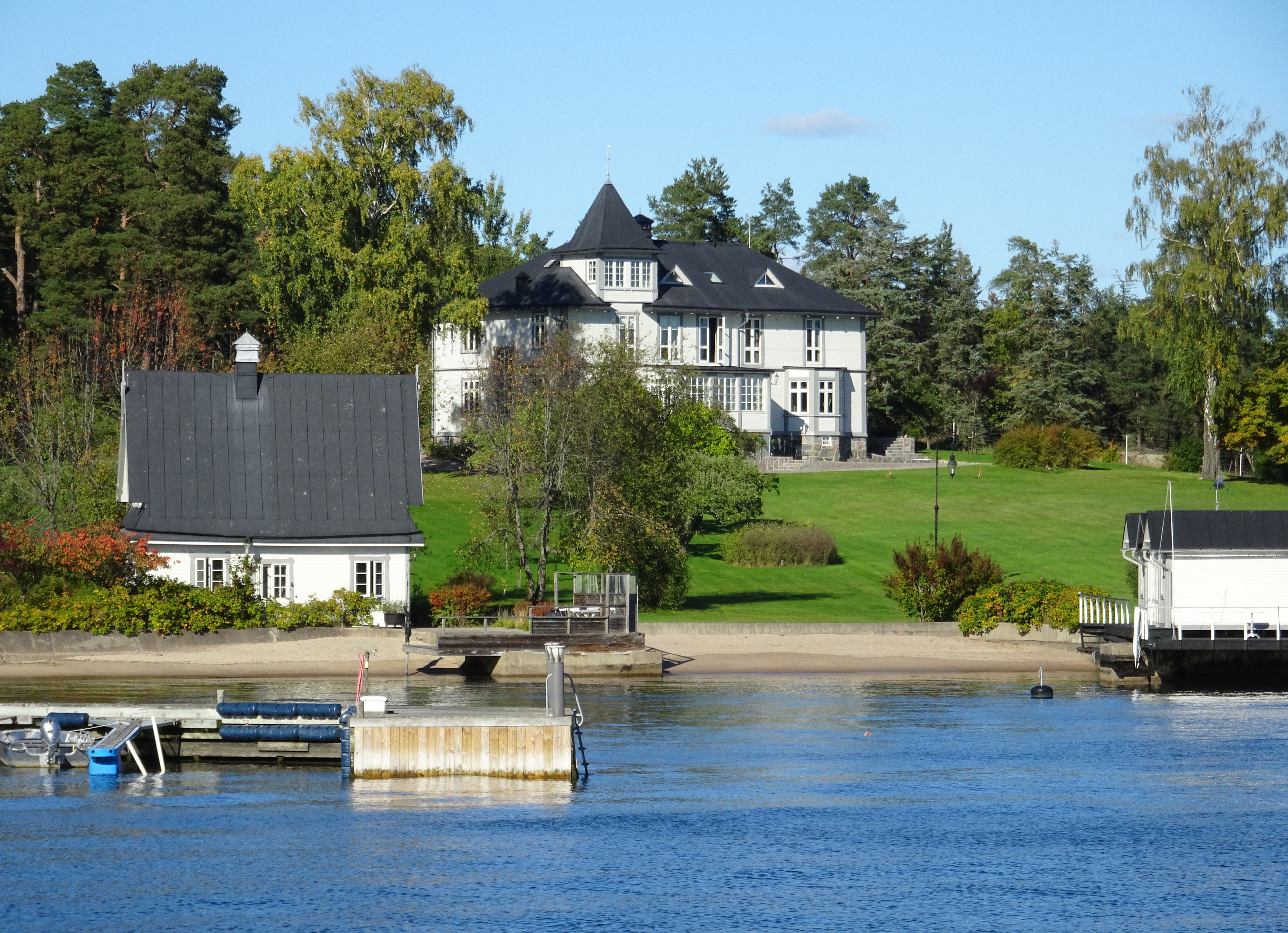
Villa Solhem.
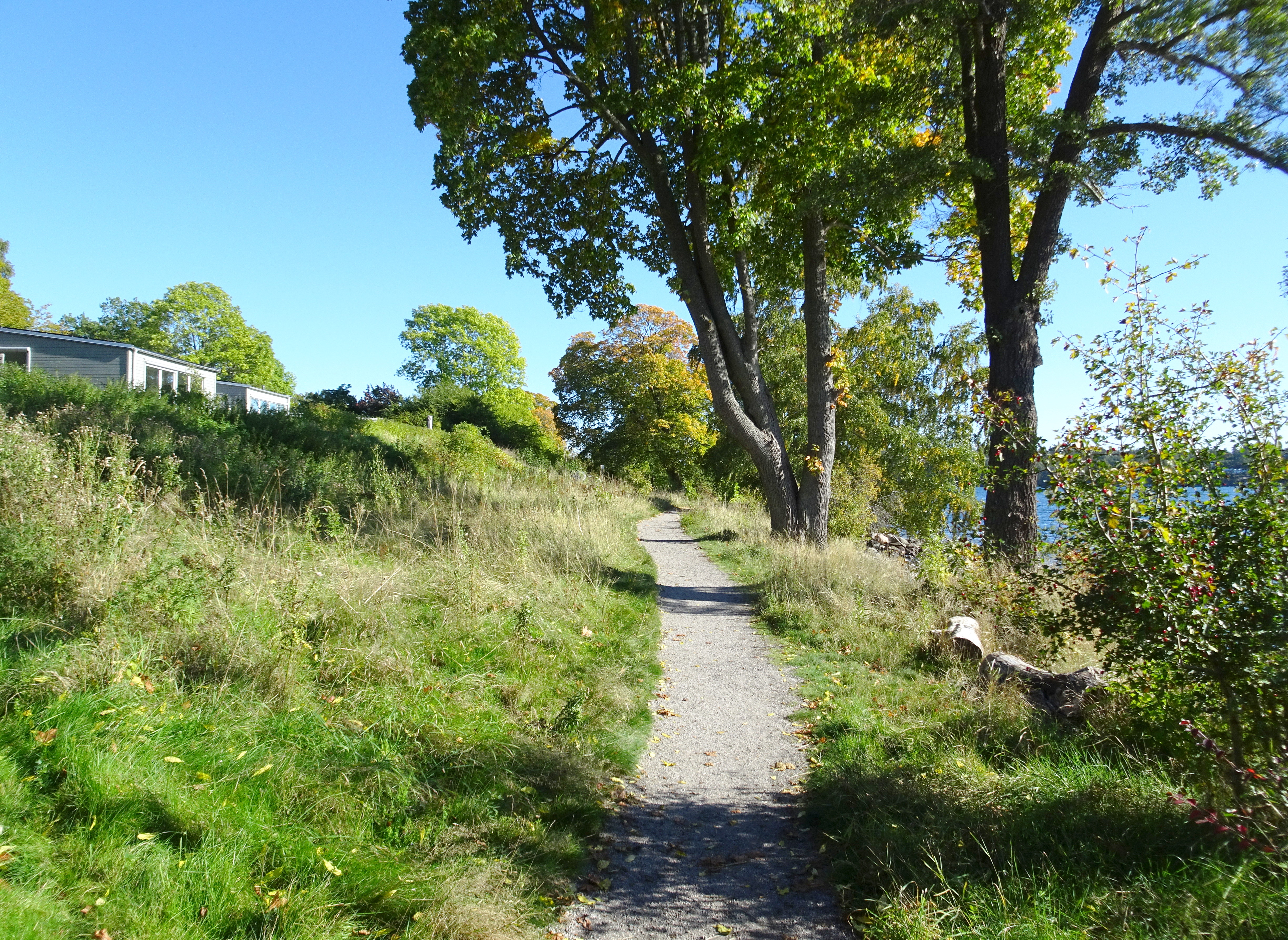
Strandpromenaden.
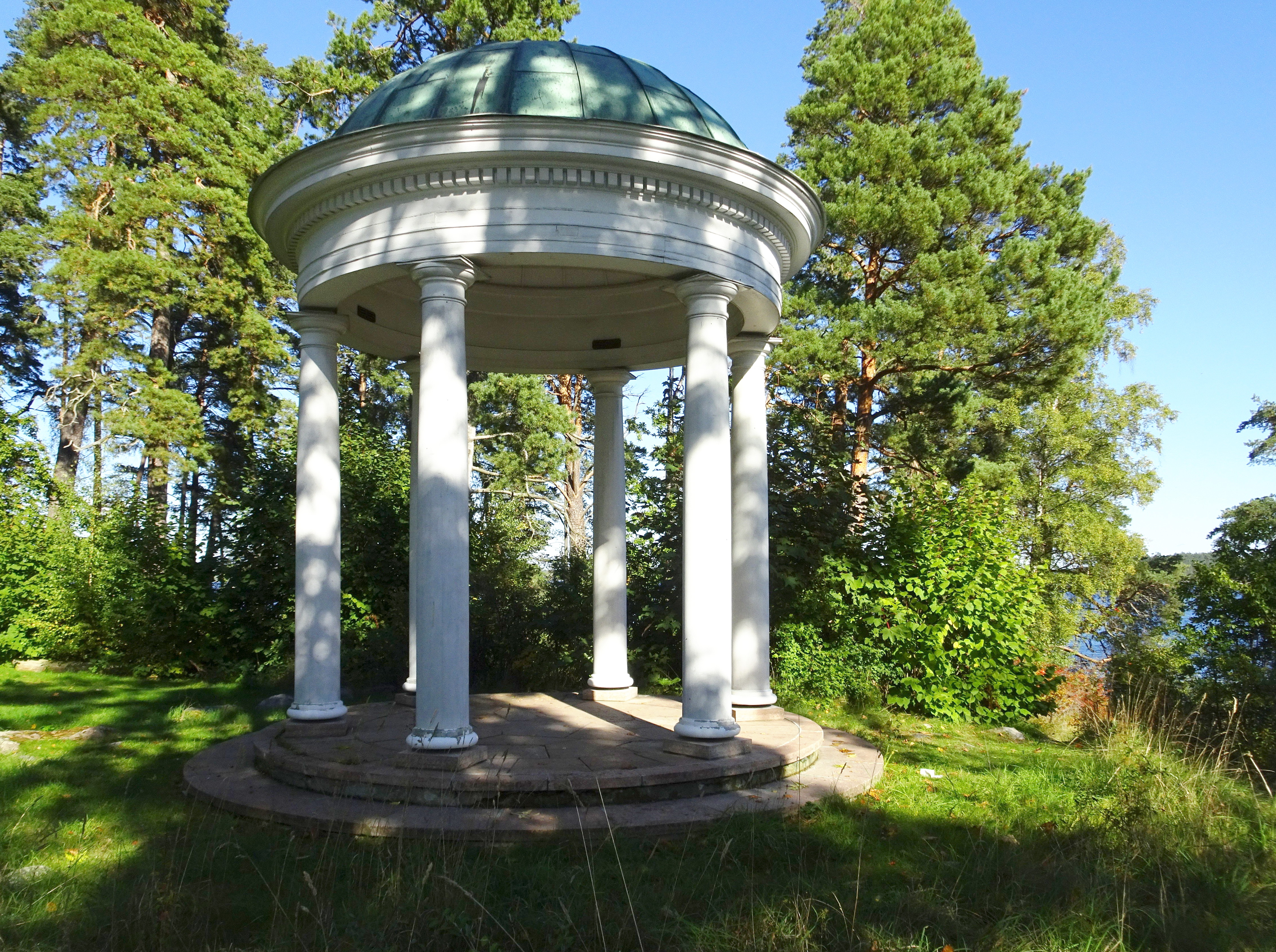
Ekotemplet.
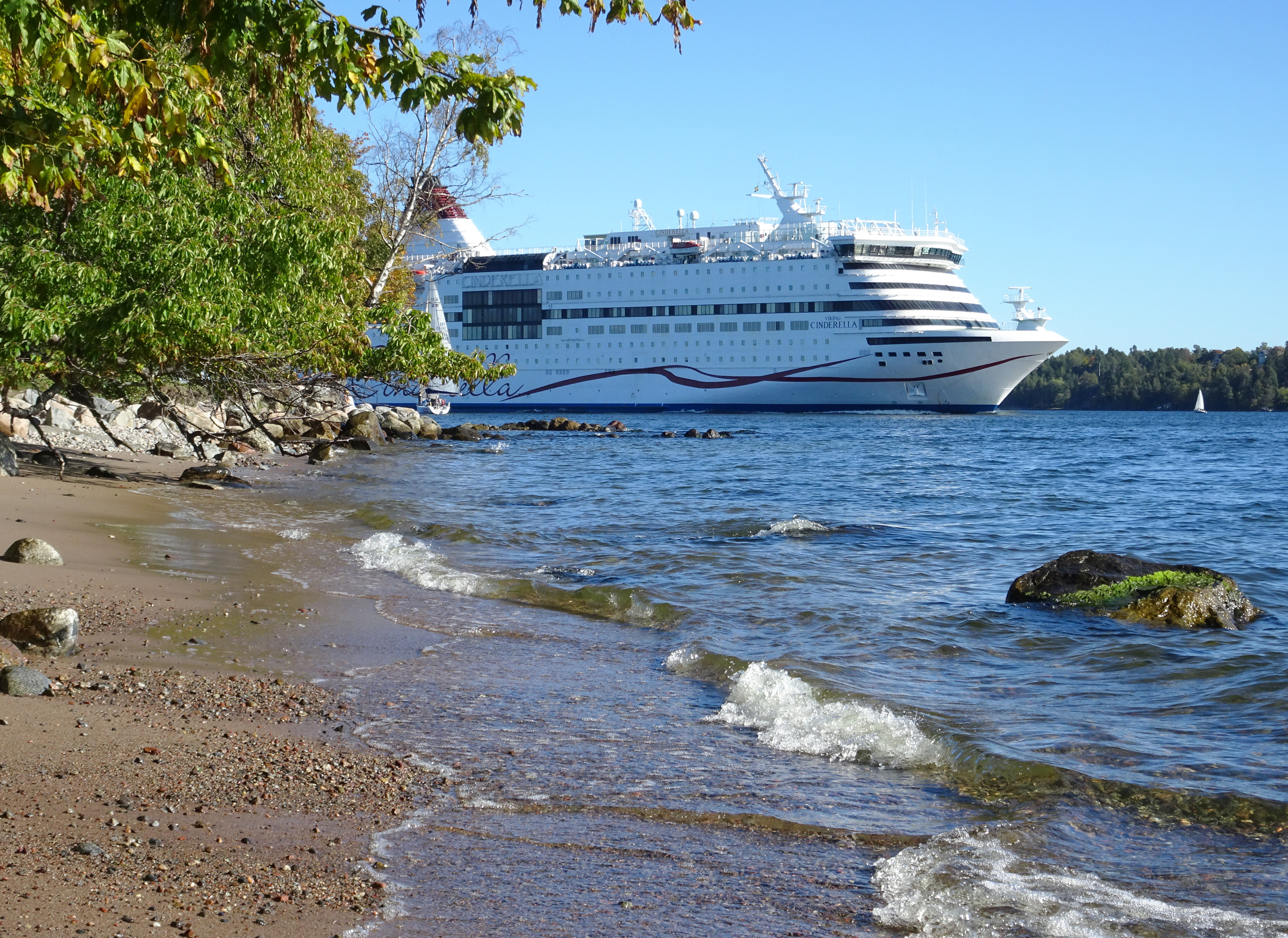
Älvviks udde med Finlandsfärja.